# Calceolaria dilatata x pavonii
Calceolaria dilatata x pavonii là một loài thực vật có hoa trong họ Calceolariaceae. Loài này được Bor mô tả khoa học đầu tiên năm 1984.